# Straßenradsport-Weltmeisterschaften der Junioren 2010
Die Straßenradsport-Weltmeisterschaften der Junioren 2010 wurden vom 5. bis 8. August in Offida, Italien ausgetragen. Nachdem bei den Junioren in den Jahren zuvor Bahn- und Straßenwettbewerbe gemeinsam als UCI-Junioren-Weltmeisterschaften ausgetragen wurden, fanden diese 2010 getrennt statt. Ab dem nächsten Jahr wurden die Straßen-Weltmeisterschaften der Junioren, wie schon von 1997 bis 2004, wieder als Teil der Straßenradsport-Weltmeisterschaften ausgetragen.

## Ergebnisse Junioren

### Straßenrennen
| Platz | Athlet            | Land | Zeit (h)    |
| ----- | ----------------- | ---- | ----------- |
| 1     | Olivier Le Gac    | FRA  | 3:32:05     |
| 2     | Jay McCarthy      | AUS  | + 0:03 min  |
| 3     | Jasper Stuyven    | BEL  | + 0:03 min  |
| 4     | Joshua Edmondson  | GBR  | + 0:03 min  |
| 5     | Jan Polanc        | SLO  | + 0:03 min  |
| 6     | Calvin Watson     | AUS  | + 0:03 min  |
| 7     | Rafael Reis       | POR  | + 0:03 min  |
| 8     | Jasha Sütterlin   | GER  | + 0:03 min  |
| 9     | Fabian Lienhard   | SUI  | + 0:03 min  |
| 10    | Kristian Dyrnes   | NOR  | + 0:03 min  |
|       |                   | …    |             |
| 20    | Daniel Paulus     | AUT  | + 0:09 min  |
| 25    | Mario Vogt        | GER  | + 0:25 min  |
| 32    | Ruben Zepuntke    | GER  | + 2:36 min  |
| 34    | Lukas Pöstlberger | AUT  | + 2:47 min  |
| 45    | Felix Baur        | SUI  | + 4:31 min  |
| 51    | Fabio Nappa       | GER  | + 5:56 min  |
| 55    | Joël Peter        | SUI  | + 6:05 min  |
| 63    | Fabian Thiel      | GER  | + 11:23 min |
| 65    | Marco Peinhaupt   | AUT  | + 12:10 min |
| 74    | Martin Kunz       | AUT  | + 15:07 min |
| 75    | Maximilian Kuen   | AUT  | + 15:07 min |
| 79    | Felix Donath      | GER  | + 15:15 min |
| 98    | Simon Pellaud     | SUI  | + 26:36 min |

Termin: 8. August 2010 um 14:00 Uhr

Länge: 128 km

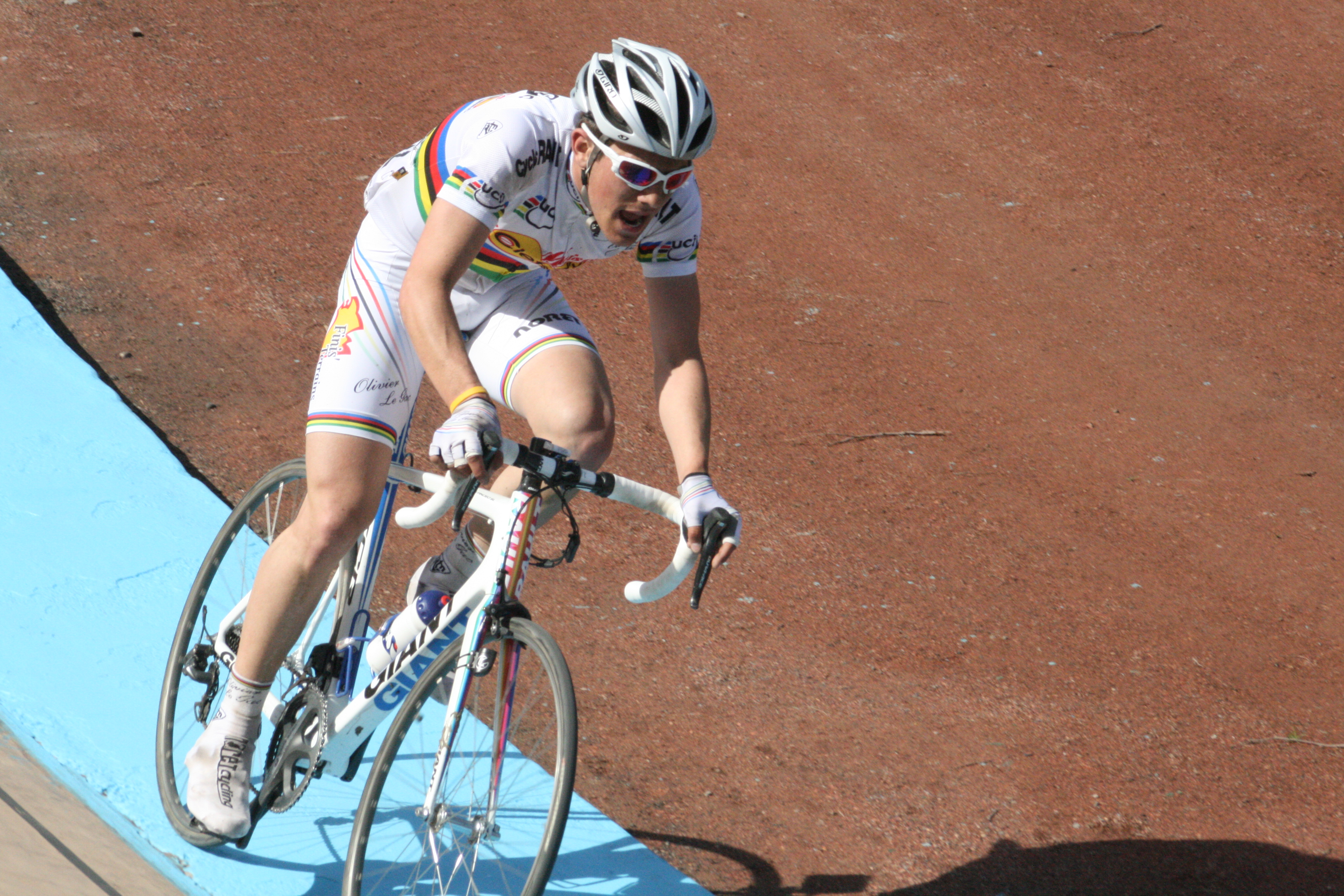
Olivier Le Gac im Weltmeistertrikot beim Juniorenrennen von Paris–Roubaix 2011

Von 158 gemeldeten Fahrern erreichten 100 das Ziel, 56 gaben vorzeitig auf und zwei traten nicht an.

### Einzelzeitfahren
| Platz | Athlet               | Land | Zeit (min)             | Abstand       |
| ----- | -------------------- | ---- | ---------------------- | ------------- |
| 1     | Bob Jungels          | LUX  | 40:05,96 (42,644 km/h) |               |
| 2     | Jasha Sütterlin      | GER  | 40:33,87               | + 0:27,91 min |
| 3     | Lawson Craddock      | USA  | 40:34,71               | + 0:28,75 min |
| 4     | Dale Parker          | AUS  | 40:39,49               | + 0:33,53 min |
| 5     | Jay McCarthy         | AUS  | 40:39,59               | + 0:33,63 min |
| 6     | Rafael Reis          | POR  | 40:57,84               | + 0:51,88 min |
| 7     | Mirko Trosino        | ITA  | 41:10,58               | + 1:04,62 min |
| 8     | Kiril Yatsevitch     | RUS  | 41:17,19               | + 1:11,23 min |
| 9     | Mario González Salas | ESP  | 41:19,06               | + 1:13,10 min |
| 10    | Michael Valgren      | DEN  | 41:23,14               | + 1:17,18 min |
|       |                      | …    |                        |               |
| 18    | Kevin Predatsch      | GER  | 42:00,05               | + 1:54,09 min |
| 23    | Lukas Pöstlberger    | AUT  | 42:24,53               | + 2:18,57 min |
| 32    | Tizian Rausch        | SUI  | 43:08,96               | + 3:03,00 min |
| 39    | Maximilian Kuen      | AUT  | 43:43,25               | + 3:37,29 min |
| 41    | Gabriel Chavanne     | SUI  | 44:05,37               | + 3:59,41 min |

Termin: 6. August 2010 um 14:00 Uhr

Länge: 28,5 km

Insgesamt nahmen 56 Fahrer an dem Rennen teil, von denen einer vorzeitig aufgab.

## Ergebnisse Juniorinnen

### Straßenrennen
| Platz | Athletin               | Land | Zeit        |
| ----- | ---------------------- | ---- | ----------- |
| 1     | Pauline Ferrand-Prévot | FRA  | 2:11:26 h   |
| 2     | Rossella Ratto         | ITA  | + 0:00 min  |
| 3     | Coryn Rivera           | USA  | + 0:00 min  |
| 4     | Hanna Solowej          | UKR  | + 0:02 min  |
| 5     | Susanna Zorzi          | ITA  | + 0:16 min  |
| 6     | Sarah-Lena Hofmann     | GER  | + 0:20 min  |
| 7     | Alexia Muffat          | FRA  | + 1:15 min  |
| 8     | Kaitlin Antonneau      | USA  | + 2:39 min  |
| 9     | Pauline Godey          | FRA  | + 2:41 min  |
| 10    | Kendall Ryan           | USA  | + 2:41 min  |
|       |                        | …    |             |
| 13    | Lisa Fischer           | GER  | + 2:43 min  |
| 24    | Larissa Brühwiler      | SUI  | + 5:23 min  |
| 26    | Mieke Kröger           | GER  | + 5:37 min  |
| 30    | Lisa Poller            | GER  | + 5:45 min  |
| 38    | Christina Perchtold    | AUT  | + 10:55 min |

Termin: 8. August 2010 um 10:00 Uhr

Länge: 80 km

Von den 57 gestarteten Fahrerinnen erreichten 45 das Ziel.

### Einzelzeitfahren
| Platz | Athletin               | Land | Zeit (min)             | Abstand       |
| ----- | ---------------------- | ---- | ---------------------- | ------------- |
| 1     | Hanna Solowej          | UKR  | 21:30,36 (42,128 km/h) |               |
| 2     | Pauline Ferrand-Prévot | FRA  | 21:35,49               | + 0:05,13 min |
| 3     | Amy Cure               | AUS  | 21:42,66               | + 0:12,30 min |
| 4     | Laura Trott            | GBR  | 22:23,54               | + 0:53,18 min |
| 5     | Susanna Zorzi          | ITA  | 22:44,96               | + 1:14,60 min |
| 6     | Alexia Muffat          | FRA  | 22:52,57               | + 1:22,21 min |
| 7     | Annelies Visser        | NED  | 22:57,22               | + 1:26,86 min |
| 8     | Mieke Kröger           | GER  | 23:04,78               | + 1:34,42 min |
| 9     | Thea Thorsen           | NOR  | 23:14,20               | + 1:43,84 min |
| 10    | Coryn Rivera           | USA  | 23:15,83               | + 1:45,47 min |
|       |                        | …    |                        |               |
| 15    | Sarah-Lena Hofmann     | GER  | 23:39,72               | + 2:09,36 min |

Termin: 6. August 2010 um 11:00 Uhr

Länge: 15,1 km

Es waren 31 Fahrerinnen gemeldet, von denen eine nicht antrat. Die restlichen 30 Fahrerinnen erreichten das Ziel.

## Medaillenspiegel
| Platz  | Nation             | Goldmedaille | Silbermedaille | Bronzemedaille | Gesamt |
| ------ | ------------------ | ------------ | -------------- | -------------- | ------ |
| 1      | Frankreich         | 2            | 1              | 0              | 3      |
| 2      | Luxemburg          | 1            | 0              | 0              | 1      |
| 2      | Ukraine            | 1            | 0              | 0              | 1      |
| 4      | Australien         | 0            | 1              | 1              | 2      |
| 5      | Deutschland        | 0            | 1              | 0              | 1      |
| 5      | Italien            | 0            | 1              | 0              | 1      |
| 7      | Vereinigte Staaten | 0            | 0              | 2              | 2      |
| 8      | Belgien            | 0            | 0              | 1              | 1      |
| Gesamt | Gesamt             | 4            | 4              | 4              | 12     |